# Laura Philipp
Laura Philipp (* 23. April 1987) ist eine deutsche Triathletin, amtierende Ironman-Weltmeisterin (2024), dreifache sowie auch amtierende Ironman-Europameisterin (2021, 2022, 2025) und Deutsche Meisterin auf der Triathlon-Mitteldistanz (2016). Sie ist als Zweite gelistet in der Bestenliste deutscher Triathletinnen auf der Ironman-Distanz.

## Werdegang
Seit 2011 ist Laura Philipp als Triathletin aktiv. Bis 2012 startete sie in „Non Drafting“-Kurzdistanzrennen (windschattenfreie Rennen) sowie im Cross-Triathlon. 2013 begann ihr Umstieg auf die Mitteldistanz bei der Challenge Kraichgau, in der sie den fünften Platz belegte.
Im Juni 2014 wurde Laura Philipp Deutsche Vizemeisterin auf der Mitteldistanz. Als beste Deutsche wurde sie im August Dritte bei den Ironman 70.3 European Championships in Wiesbaden. Seit 2015 startet sie als Profiathletin.

### Deutsche Meisterin Triathlon Mitteldistanz 2016

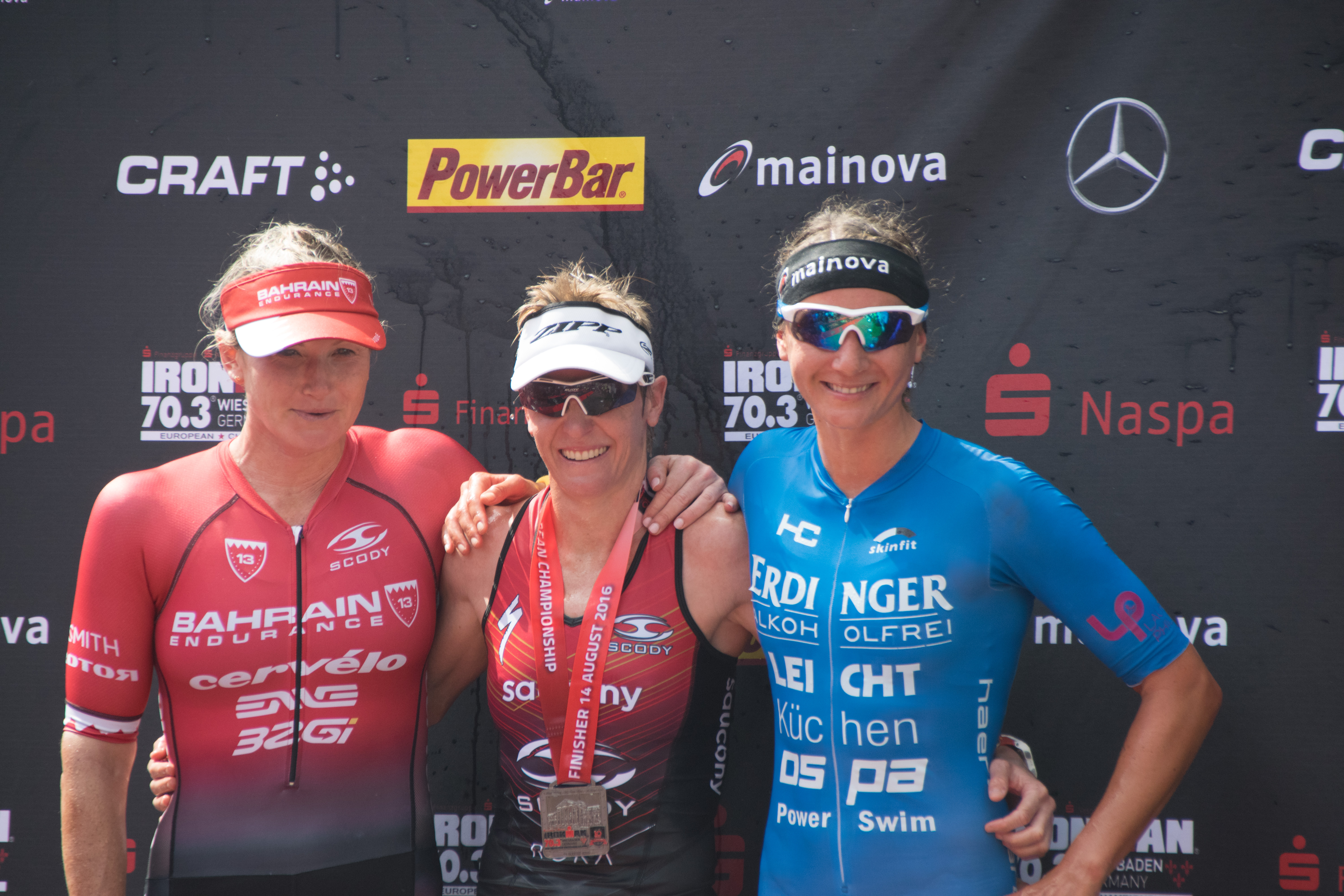
Laura Philipp (rechts) neben Jodie Swallow und Melissa Hauschildt beim Ironman 70.3 Germany in Wiesbaden, 2016

Im Mai 2016 feierte Laura Philipp auf der Mitteldistanz in Mallorca ihren ersten Ironman 70.3-Sieg. Zwei Wochen später konnte sie auch den Ironman 70.3 Austria gewinnen.
Bei der Challenge Heilbronn wurde sie im Juni 2016 Deutsche Meisterin auf der Triathlon-Mitteldistanz. Das Rennen musste witterungsbedingt als Duathlon ausgetragen werden (5 km Laufen, 93 km Radfahren und 21,1 km Laufen), aber die Deutsche Triathlon Union (DTU) entschied, das Ergebnis dennoch als DM Triathlon gelten zu lassen.

Im März 2017 konnte sie den Mainova Frankfurt Halbmarathon gewinnen. Bei den Ironman 70.3 World Championships belegte sie im September den dritten Rang und im Oktober wurde die damals 30-Jährige Dritte bei der Xterra-Weltmeisterschaft Cross-Triathlon.
Seit 2018 startet sie für das Soprema Triathlonteam des TSV Mannheim. Im Mai 2018 holte sie sich mit neuem Streckenrekord den dritten Sieg in Folge beim Ironman 70.3 Austria. Im August gewann sie den Ironman 70.3 Zell am See-Kaprun, der witterungsbedingt ohne die Raddistanz auf verkürztem Kurs ausgetragen werden musste.
Bei ihrem ersten Start auf der Ironman-Distanz (3,86 km Schwimmen, 180,2 km Radfahren und 42,195 km Laufen) konnte Laura Philipp im Oktober den Ironman Barcelona gewinnen und sie stellte mit ihrer Siegerzeit von 8:34:57 Stunden einen neuen Streckenrekord, die neue Bestzeit einer deutschen Athletin, die weltweit siebtbeste Zeit einer Frau auf der Ironman-Distanz sowie die schnellste Zeit für ein Ironman-Debüt auf.
Bei der Challenge Heilbronn musste Laura Philipp im Mai 2019 wegen einer dort erlittenen Beinverletzung das Rennen abbrechen und ihre geplanten Starts beim Ironman 70.3 Kraichgau (2. Juni) und bei der Challenge Roth (7. Juli) absagen.
Im Oktober belegte die 32-Jährige beim Ironman Hawaii (Ironman World Championships) mit der schnellsten Radzeit (4:45:05 h) den vierten Rang. Seit 2020 startet sie für das hep Sports Team. Im Dezember 2020 wurde sie in Florida Dritte bei den PTO Professional Triathletes Organisation World Championships.

### Siegerin Ironman European Championships 2021 & 2022
Bei den Europameisterschaften im Triathlon über die Langdistanz gewann die 34-Jährige im August 2021 im Ironman Finland den Titel und im August gewann sie zum dritten Mal den Ironman 70.3 Zell am See-Kaprun. Im März 2022 gewann sie mit einem neuen Streckenrekord und neuer Weltbestzeit den Ironman 70.3 Dubai.
Im Mai musste sie ihren geplanten Start bei den Ironman World Championships am 7. Mai in St. George nach einer COVID-19-Erkrankung absagen.
Im Anschluss gewann sie Ende Mai den Ironman 70.3 Kraichgau und verteidigte eine Woche später ihren Titel bei den Ironman European Championships, welche im Rahmen des Ironman Hamburg ausgetragen wurden.
Hierbei stellte sie eine neue Bestzeit im Rahmen der Ironman Rennserie auf und blieb nur sieben Sekunden über der 2011 bei der Challenge Roth erzielten Weltbestzeit von Chrissie Wellington.
Im Oktober 2023 wurde die 36-Jährige Dritte im Ironman Hawaii.

### Siegerin Ironman World Championship 2024
2024 startete Laura Philipp im September zum vierten Mal bei den Ironman World Championships – welche erstmals für Frauen nicht auf Hawaii, sondern in Frankreich an der Côte d’Azur in Nizza ausgetragen werden. Die 37-Jährige konnte das Rennen für sich entscheiden, sich den Titel der Ironman-Weltmeisterin und das Preisgeld von 125.000 US-Dollar sichern. Sie ist damit nach dem Erfolg von Anne Haug in Kona (2019) die zweite deutsche Siegerin bei der Weltmeisterschaft.

### Siegerin Ironman European Championship 2025
Im Juni 2025 gewann Laura Philipp in Hamburg bei schwierigen Wetterbedingungen zum dritten Mal nach 2021 und 2022 den Titel der Ironman-Europameisterin.
Mit einer Zeit von 8:03:13 Stunden erzielte sie die zweitschnellste bekannte Langdistanzzeit nach Anne Haug (8:02:38 Stunden, Roth 2024) und stellte zugleich die bisher schnellste Zeit einer Frau bei einem Ironman-Rennen auf. Zudem erreichte sie mit 2:38:27 Stunden einen neuen Streckenrekord im Marathonabschnitt einer Langdistanz.

## Auszeichnungen
- PTO Athlete of the Month – September 2024[19]

## Sportliche Erfolge
| Datum/Jahr    | Platz | Wettbewerb               | Austragungsort    | Distanz      | Zeit    | Bemerkung             |
| ------------- | ----- | ------------------------ | ----------------- | ------------ | ------- | --------------------- |
| 12. März 2017 | 1     | Frankfurter Halbmarathon | Frankfurt am Main | Halbmarathon | 1:15:51 | Siegerin Halbmarathon |

| Datum/Jahr    | Platz | Wettbewerb                   | Austragungsort | Zeit        | Bemerkung                                                                |
| ------------- | ----- | ---------------------------- | -------------- | ----------- | ------------------------------------------------------------------------ |
| 25. Juli 2021 | 1     | HeidelbergMan                | Heidelberg     | 02:03:55    | dritter Sieg                                                             |
| 5. Mai 2018   | 1     | Siegerland-Cup               | Buschhütten    | 01:53:32    | [ 20 ]                                                                   |
| 6. Aug. 2017  | 1     | St. Moritz Triathlon         | St. Moritz     |             | 500 m Schwimmen, 20 km Radfahren und 6,6 km Laufen                       |
| 27. Juli 2014 | 1     | HeidelbergMan                | Heidelberg     | 02:12:17    | erfolgreiche Titelverteidigung                                           |
| 19. Juli 2014 | 1     | RömerMan                     | Ladenburg      | 02:25:46    | [ 22 ]                                                                   |
| 1. Juni 2014  | 1     | Mußbach-Triathlon            | Mußbach        | 02:15:48    | Siegerin mit neuem Streckenrekord                                        |
| 28. Juli 2013 | 1     | HeidelbergMan                | Heidelberg     | 02:15:17    | [ 24 ]                                                                   |
| 2. Juni 2013  | 1     | Mußbach-Triathlon            | Mußbach        | 02:20:29    | Siegerin beim Auftakt des BASF Triathlon-Cup Rhein-Neckar                |
| 3. Juni 2012  | 1     | Mußbach-Triathlon            | Mußbach        | 02:17:28    | Siegerin auf der olympischen Distanz – neben Timo Bracht bei den Männern |
| 24. Aug. 2011 | 6     | Viernheimer V-Card Triathlon | Viernheim      | 02:38:29,88 | Siegerin der Altersklasse AK1                                            |
| 31. Juli 2011 | 2     | HeidelbergMan                | Heidelberg     | 02:17:57    | Zweite hinter Almuth Grüber                                              |

| Datum/Jahr    | Platz | Wettbewerb                                                    | Austragungsort   | Zeit     | Bemerkung |
| ------------- | ----- | ------------------------------------------------------------- | ---------------- | -------- | --- |
| 25. Mai 2025  | 1     | Ironman 70.3 Kraichgau                                        | Kraichgau        | 04:16:30 | sechster Sieg |
| 19. Okt. 2024 | 7     | T100 Lake Las Vegas                                           | Lake Las Vegas   | 03:49:58 | hinter Taylor Knibb |
| 27. Juli 2024 | 4     | T100 London                                                   | London           | 03:40:02 | 2 km Schwimmen, 80 km Radfahren und 18 km Laufen |
| 8. Juni 2024  | 3     | T100 Alcatraz                                                 | San Francisco    | 03:45:07 | im Rahmen des Escape from Alcatraz Triathlon (2 km Schwimmen, 80 km Radfahren und 18 km Laufen)                                                                               |
| 26. Mai 2024  | 1     | Ironman 70.3 Kraichgau                                        | Kraichgau        | 04:13:12 | Siegerin mit neuem Streckenrekord |
| 11. Mai 2024  | 2     | Ironman 70.3 Mallorca                                         | Alcúdia          | 04:14:35 | |
| 6. Aug. 2023  | 1     | Ironman 70.3 Tallinn                                          | Tallinn          | 03:59:27 | Ironman 70.3 European Championships |
| 21. Mai 2023  | 1     | Ironman 70.3 Kraichgau                                        | Kraichgau        | 04:15:27 | Siegerin mit neuem Streckenrekord |
| 24. Juli 2022 | 4     | PTO Canadian Open                                             | Edmonton         | 03:35:10 | |
| 29. Mai 2022  | 1     | Ironman 70.3 Kraichgau                                        | Kraichgau        | 04:19:04 | Siegerin mit neuem Streckenrekord |
| 5. März 2022  | 1     | Ironman 70.3 Dubai                                            | Dubai            | 03:53:03 | Streckenrekord |
| 29. Aug. 2021 | 1     | Ironman 70.3 Zell am See-Kaprun                               | Zell am See      | 04:21:49 | dritter Sieg |
| 6. Dez. 2020  | 3     | PTO Professional Triathletes Organisation World Championships | Daytona Beach    | 03:30:00 | PTO-Weltmeisterschaft (2 km Schwimmen, 80 km Radfahren und 18 km Laufen) |
| 19. Mai 2019  | DNF   | Challenge Heilbronn                                           | Heilbronn        | –        | Rennabbruch auf der Mitteldistanz |
| 27. Apr. 2019 | 1     | Ironman 70.3 Marbella                                         | Marbella         | 04:28:56 | |
| 9. Sep. 2018  | 1     | Ironman 70.3 Rügen                                            | Binz             | 04:16:02 | |
| 26. Aug. 2018 | 1     | Ironman 70.3 Zell am See-Kaprun                               | Zell am See      | 01:47:03 | verkürzter Kurs ohne die Raddistanz |
| 3. Juni 2018  | 1     | Ironman 70.3 Kraichgau                                        | Kraichgau        | 04:20:50 | Siegerin mit neuem Streckenrekord |
| 27. Mai 2018  | 1     | Ironman 70.3 Austria                                          | St. Pölten       | 04:14:25 | dritter Sieg in Folge, mit neuem Streckenrekord |
| 29. Apr. 2018 | 1     | Ironman 70.3 Marbella                                         | Marbella         | 04:25:29 | [ 28 ] |
| 9. Sep. 2017  | 3     | Ironman 70.3 World Championships                              | Chattanooga      | 04:19:40 | |
| 27. Aug. 2017 | 1     | Ironman 70.3 Zell am See-Kaprun                               | Zell am See      | 04:17:45 | |
| 11. Juni 2017 | 1     | Ironman 70.3 Kraichgau                                        | Kraichgau        |          | |
| 21. Mai 2017  | 1     | Ironman 70.3 Austria                                          | St. Pölten       | 04:23:31 | |
| 13. Mai 2017  | 1     | Ironman 70.3 Mallorca                                         | Alcúdia          | 04:21:41 | erfolgreiche Titelverteidigung |
| 27. Jan. 2017 | 9     | Ironman 70.3 Dubai                                            | Dubai            | 04:12:31 | |
| 4. Sep. 2016  | 7     | Ironman 70.3 World Championships                              | Mooloolaba       | 04:17:40 | [ 29 ] |
| 19. Juni 2016 | 1     | DTU Deutsche Meisterschaft Triathlon Mitteldistanz            | Heilbronn        | 04:18:46 | Die Challenge Heilbronn musste witterungsbedingt als Duathlon ausgetragen werden – gilt dennoch als DM Triathlon                                                              |
| 22. Mai 2016  | 1     | Ironman 70.3 Austria                                          | St. Pölten       | 04:22:33 | |
| 7. Mai 2016   | 1     | Ironman 70.3 Mallorca                                         | Alcúdia          | 04:32:38 | |
| 10. Apr. 2016 | 4     | Ironman 70.3 Texas                                            | Galveston Island | 04:15:30 | |
| 2. Apr. 2016  | 7     | Ironman 70.3 California                                       | Oceanside        | 04:26:58 | |
| 21. Juni 2015 | 1     | Challenge Heilbronn                                           | Heilbronn        | 04:29:40 | Siegerin auf der Mitteldistanz |
| 7. Juni 2015  | 3     | DTU Deutsche Meisterschaft Triathlon Mitteldistanz            | Kraichgau        | 04:32    | Fünfte bei der Erstaustragung des Ironman 70.3 Kraichgau |
| 17. Mai 2015  | 3     | Ironman 70.3 Austria                                          | St. Pölten       | 04:25:14 | mit 1:18 h für den Halbmarathon |
| 14. Sep. 2014 | 2     | Ironman 70.3 Rügen                                            | Binz             | 04:20:27 | Zweite bei der Erstaustragung – das Rennen musste witterungsbedingt ohne die Schwimmdistanz als Duathlon ausgetragen werden (5 km Laufen, 90 km Radfahren und 21,1 km Laufen) |
| 31. Aug. 2014 | 1     | Trans Vorarlberg Triathlon                                    | Bregenz          | 04:20:30 | [ 33 ] |
| 10. Aug. 2014 | 3     | Ironman 70.3 European Championships                           | Wiesbaden        | 04:36:23 | Dritte bei der Ironman 70.3 European Championship |
| 15. Juni 2014 | 2     | DTU Deutsche Meisterschaft Triathlon Mitteldistanz            | Kraichgau        | 04:32:31 | Deutsche Vizemeisterin auf der Mitteldistanz als Vierte bei der Challenge Kraichgau                                                                                           |
| 10. Mai 2014  | 4     | Ironman 70.3 Mallorca                                         | Alcúdia          | 04:30:49 | |
| 25. Aug. 2013 | 1     | Trans Vorarlberg Triathlon                                    | Bregenz          | 04:03:18 | Neuer Streckenrekord mit 33 Sekunden Vorsprung auf die Niederländerin Yvonne van Vlerken (1,2 km Schwimmen, 102 km Radfahren und 12 km Laufen)                                |
| 9. Juni 2013  | 5     | Challenge Kraichgau                                           | Kraichgau        | 04:38:49 | erster Start auf der Mitteldistanz |

| Datum/Jahr    | Platz | Wettbewerb                  | Austragungsort | Zeit     | Bemerkung                                                                                      |
| ------------- | ----- | --------------------------- | -------------- | -------- | ---------------------------------------------------------------------------------------------- |
| 6. Juli 2025  | 1     | Challenge Roth              | Roth           | 08:18:18 | [ 37 ]                                                                                         |
| 1. Juni 2025  | 1     | Ironman Hamburg             | Hamburg        | 08:03:13 | Ironman European Championships; neue Ironman-Bestzeit, persönliche Bestzeit und Streckenrekord |
| 22. Sep. 2024 | 1     | Ironman World Championships | Nizza          | 08:45:15 | Ironman-Weltmeisterin                                                                          |
| 7. Juli 2024  | 2     | Challenge Roth              | Roth           | 08:14:13 |                                                                                                |
| 14. Okt. 2023 | 3     | Ironman Hawaii              | Hawaii         | 08:32:55 | [ 39 ]                                                                                         |
| 25. Juni 2023 | 3     | Challenge Roth              | Roth           | 08:25:31 | [ 40 ]                                                                                         |
| 5. März 2023  | 1     | Ironman South Africa        | Port Elizabeth | 08:01:59 | auf 900 m verkürzte Schwimmstrecke; neuer Radstrecken-Rekord in 4:44:12 h                      |
| 6. Okt. 2022  | 4     | Ironman Hawaii              | Hawaii         | 08:50:31 | [ 41 ]                                                                                         |
| 5. Juni 2022  | 1     | Ironman Hamburg             | Hamburg        | 08:18:20 | Titelverteidigung bei den Ironman European Championships                                       |
| 7. Mai 2022   | DNS   | Ironman St. George          | St. George     | –        | Ironman World Championships; Absage wegen Corona-Erkrankung                                    |
| 19. Sep. 2021 | 1     | Ironman Austria             | Klagenfurt     | 08:35:33 |                                                                                                |
| 14. Aug. 2021 | 1     | Ironman Finland             | Kuopio         | 08:38:29 | Siegerin bei der Erstaustragung, Ironman European Championship                                 |
| 12. Okt. 2019 | 4     | Ironman Hawaii              | Hawaii         | 08:51:40 | schnellste Radzeit in 4:45:05 h                                                                |
| 7. Okt. 2018  | 1     | Ironman Barcelona           | Calella        | 08:34:57 | Siegerin beim ersten Start auf der Langdistanz                                                 |

| Datum/Jahr    | Platz | Wettbewerb                 | Austragungsort | Zeit     | Bemerkung                |
| ------------- | ----- | -------------------------- | -------------- | -------- | ------------------------ |
| 4. Sep. 2020  | 1     | Xterra Czech Championship  | Prachatice     |          |                          |
| 29. Okt. 2017 | 3     | Xterra World Championships | Maui           | 02:57:25 | Xterra-Weltmeisterschaft |
| 2. Juli 2017  | 1     | Xterra France              | Xonrupt        | 03:58:52 |                          |

(DNF – Did Not Finish; DNS – Did Not Start)

## Privates
Laura Philipp ernährt sich vegetarisch. Sie lebt mit ihrem Ehemann und Trainer Philipp Seipp in Neckargemünd bei Heidelberg.